# UCI Asia Tour 2018
L'UCI Asia Tour 2018 è la quattordicesima edizione dell'UCI Asia Tour, uno dei cinque circuiti continentali di ciclismo dell'Unione Ciclistica Internazionale. È composto da trentuno corse che si tennero da ottobre 2017 e ottobre 2018 in Asia. Il vincitore della classifica individuale fu il kazako Alexey Lutsenko, migliore squadra fu la giapponese Kinan Cycling Team, mentre la migliore nazione classificata fu il Kazakistan.

## Calendario

### Ottobre 2017
| Data | Prova          | Cat. | Vincitore    | Squadra                       |
| ---- | -------------- | ---- | ------------ | ----------------------------- |
| 28-5 | Tour of Hainan | 2.HC | Jacopo Mosca | Wilier Triestina-Selle Italia |

### Novembre 2017
| Data  | Prova             | Cat. | Vincitore       | Squadra          |
| ----- | ----------------- | ---- | --------------- | ---------------- |
| 8-12  | Tour of Fuzhou    | 2.1  | Jai Hindley     | Mitchelton-Scott |
| 12    | Tour de Okinawa   | 1.2  | Junya Sano      | Matrix Powertag  |
| 18-26 | Tour de Singkarak | 2.2  | Khalil Khorshid | Tabriz Shahrdari |

### Dicembre 2017
| Data | Prova                | Cat. | Vincitore   | Squadra             |
| ---- | -------------------- | ---- | ----------- | ------------------- |
| 2-4  | Tour of Quanzhou Bay | 2.2  | Max Stedman | Bike Channel–Canyon |

### Gennaio
| Data  | Prova                             | Cat. | Vincitore         | Squadra                      |
| ----- | --------------------------------- | ---- | ----------------- | ---------------------------- |
| 24-27 | Sharjah Tour                      | 2.1  | Javier Moreno     | Delko-Marseille Provence-KTM |
| 25-28 | Tour of Yancheng Coastal Wetlands | 2.1  | Ariya Phounsavath | Thailand Continental         |

### Febbraio
| Data  | Prova               | Cat. | Vincitore       | Squadra           |
| ----- | ------------------- | ---- | --------------- | ----------------- |
| 6-10  | Dubai Tour (2018)   | 2.HC | Elia Viviani    | Quick-Step Floors |
| 13-18 | Tour of Oman (2018) | 2.HC | Alexey Lutsenko | Astana Pro Team   |

### Marzo
| Data  | Prova                   | Cat. | Vincitore       | Squadra                                        |
| ----- | ----------------------- | ---- | --------------- | ---------------------------------------------- |
| 11-15 | Tour de Taiwan          | 2.1  | Yukiya Arashiro | Bahrain-Merida                                 |
| 18-25 | Tour de Langkawi (2018) | 2.HC | Artem Ovechkin  | Terengganu                                     |
| 23-25 | Tour de Tochigi         | 2.2  | Michael Potter  | Australian Cycling Academy–Ride Sunshine Coast |

### Aprile
| Data  | Prova                                                         | Cat. | Vincitore       | Squadra                            |
| ----- | ------------------------------------------------------------- | ---- | --------------- | ---------------------------------- |
| 1-6   | The Princess Maha Chackri Sirindhorn's Cup "Tour of Thailand" | 2.1  | Benjamin Dyball | St George Continental Cycling Team |
| 13-15 | Tour de Lombok Mandalika                                      | 2.1  | Álvaro Duarte   | Forca Amskins Racing               |

### Maggio
| Data  | Prova                | Cat. | Vincitore         | Squadra                                    |
| ----- | -------------------- | ---- | ----------------- | ------------------------------------------ |
| 4-6   | Sri Lanka T-Cup      | 2.2  | Yasuharu Nakajima | Kinan Cycling Team                         |
| 20-23 | Le Tour de Filipinas | 2.2  | El Joshua Cariño  | Philippine Navy Standard Insurance         |
| 20-27 | Tour of Japan        | 2.1  | Marcos García     | Kinan Cycling Team                         |
| 30-3  | Tour de Korea        | 2.1  | Serghei Țvetcov   | UnitedHealthcare Professional Cycling Team |
| 31-3  | Tour de Kumano       | 2.2  | Marc de Maar      | Team Ukyo                                  |

### Luglio
| Data | Prova                | Cat. | Vincitore      | Squadra          |
| ---- | -------------------- | ---- | -------------- | ---------------- |
| 22-4 | Tour of Qinghai Lake | 2.HC | Hernán Aguirre | Manzana Postobón |

### Settembre
| Data  | Prova                            | Cat. | Vincitore        | Squadra                            |
| ----- | -------------------------------- | ---- | ---------------- | ---------------------------------- |
| 3-5   | Tour de Xingtai                  | 2.2  | Damiano Cima     | Nippo-Vini Fantini-Europa Ovini    |
| 8-15  | Tour of China I                  | 2.1  | Sebastián Molano | Manzana Postobón                   |
| 17-23 | Tour of China II                 | 2.1  | Alejandro Marque | Sporting-Tavira                    |
| 26-29 | Tour de l'Ijen                   | 2.2  | Benjamin Dyball  | St George Continental Cycling Team |
| 29-30 | Tour of Almaty                   | 2.1  | Davide Villella  | Astana Pro Team                    |
| 30-05 | Tour of Iran (Azarbaijan) (2018) | 2.1  | Dmitrij Sokolov  | Lokosphinx                         |

### Ottobre
| Data | Prova              | Cat. | Vincitore         | Squadra             |
| ---- | ------------------ | ---- | ----------------- | ------------------- |
| 7-14 | Tour of Taihu Lake | 2.1  | Boris Vallée      | Wanty-Groupe Gobert |
| 14   | Oita Urban Classic | 1.2  | Masahiro Ishigami | AVC Aix-en-Provence |
| 14   | Hammer Hong Kong   | 1.1  | Mitchelton-Scott  | Mitchelton-Scott    |
| 21   | Japan Cup (2018)   | 1.1  | Robert Power      | Mitchelton-Scott    |

## Classifiche
Classifiche finali
| Pos. | Corridore                | Squadra              | Punti  |
| ---- | ------------------------ | -------------------- | ------ |
| 1    | Alexey Lutsenko          | Astana               | 655    |
| 2    | Benjamin Dyball          | St George            | 517    |
| 3    | Artem Ovechkin           | Terengganu           | 484    |
| 4    | Fumiyuki Beppu           | Trek                 | 481,67 |
| 5    | Thomas Lebas             | Kinan                | 339    |
| 6    | Hernán Aguirre           | Manzana              | 285    |
| 7    | Peerapol Chawchiangkwang | Thailand Continental | 267    |
| 8    | Yousif Mirza             | UAE Emirates         | 262,17 |
| 9    | Elia Viviani             | Quick-Step           | 2255   |
| 10   | Benjamín Prades          | Team Ukyo            | 253    |

| Pos. | Squadra                            | Punti  |
| ---- | ---------------------------------- | ------ |
| 1    | Kinan Cycling Team                 | 976    |
| 2    | HKSI Pro Cycling Team              | 945,02 |
| 3    | Team Ukyo                          | 902,67 |
| 4    | Terengganu Cycling Team            | 824    |
| 5    | Wilier Triestina-Selle Italia      | 816    |
| 6    | Thailand Continental               | 814    |
| 7    | St George Continental Cycling Team | 784    |
| 8    | Manzana Postobón                   | 728    |
| 9    | Nippo-Vini Fantini-Europa Ovini    | 582    |
| 10   | Israel Cycling Academy             | 503,71 |

| Pos. | Nazione       | Punti    |
| ---- | ------------- | -------- |
| 1    | Kazakistan    | 1 611,25 |
| 2    | Giappone      | 1 581,73 |
| 3    | Hong Kong     | 945,02   |
| 4    | Corea del Sud | 721      |
| 5    | Thailandia    | 695      |
| 6    | Iran          | 688      |
| 7    | Mongolia      | 564      |
| 8    | Cina          | 447,8    |
| 9    | Indonesia     | 408      |
| 10   | Singapore     | 302      |